# Величків Яр
Величків Яр — річка в Великобурлуцькій селищній громаді Куп'янського району та Печенізькій селищній громаді Чугуївського району Харківської області. Права притока Сухого Бурлуку (басейн Дону)

## Опис
Довжина 12 км, похил річки — 3,7 м/км. Формується з 2 водойм. Площа басейну 39,6 км².

## Розташування
Величків Яр бере початок на північному сході від села Новий Бурлук. Тече на південний захід і на південно-західній околиці Нового Бурлуку впадає у річку Сухий Бурлук, праву притоку Великого Бурлуку.

## Притоки
- Балка Горбанева - права притока у Великубурлуцькій громаді, один із витоків. Бере початок у селі Шевченкове, тече переважно на північний захід[1]
- Курутенький яр - ліва притока[2]
- Мареничів яр - права притока[3]
- Пронозин - права притока[4]